# 庫洛遊戲
庫洛遊戲是一家總部位於中國廣州的電子遊戲公司，最初創立於2014年，後來於2015年搬遷至廣州，其主要業務為遊戲的開發和發行，其中包括《戰場雙馬尾》《戰雙帕彌什》《鳴潮》等作品。除此之外，庫洛遊戲還擁有自己的動畫系列和漫畫產品。

## 歷史
廣州庫洛科技有限公司的前身為珠海庫洛科技有限公司，成立於2014年，當時位於珠海市。2014年，庫洛遊戲將公司遷移至廣州市並改名為廣州庫洛科技有限公司。此次遷移和改名是庫洛遊戲發展過程中的一個新的發展階段。
庫洛遊戲的首款作品《戰場雙馬尾》於2016年9月正式上市，但于2018年停止運營服務。除此之外，庫洛遊戲於2017年開始研發《戰雙帕彌什》並成功发行，该遊戲受到玩家的赞誉。同年廣州庫洛科技有限公司成立庫洛遊戲，该公司規模較小，只有30人左右的員工。
2019年10月23日，庫洛遊戲宣布從英雄互娛方獲得3,000萬元的增資，因此将持有庫洛遊戲32.5％的股份。此次增資给庫洛遊戲带来更多的資金支持和發展機會，也表明庫洛遊戲在業內的地位和價值得到了肯定。
2021年，庫洛遊戲宣布將其旗下的遊戲作品《戰雙帕彌什》和《尼爾：自動人形》聯動。 同年，香港分公司成立。
2022年，庫洛遊戲開發開放世界動作類遊戲《鳴潮》并於中國展開技術性測試。7月30日製作人李松倫於TapTap開發者沙龍接受采訪。
2023年3月17日，騰訊有限公司宣布入股庫洛遊戲，並持有公司股份的14.33%。此次入股後，庫洛遊戲的股權比例更新為英雄互娛佔有37.07%、騰訊有限公司14.33%、以及創始團隊持有48.59%。此舉將為庫洛遊戲帶來更多的資金和技術支持，提升公司的競爭實力和市場地位。
2024 年，庫洛遊戲在2024年Pocket Gamer的“50強手機遊戲製造商”中排名第16。
2024年11月，騰訊購入英雄遊戲所持37%股份，其中深圳市世紀匯祥科技有限公司分得17%，而廣西騰訊創業投資有限公司則增持20%。騰訊因此成為庫洛唯一外部股東，成為實際控制人，綜合控股51.4%。據遊戲葡萄援引庫洛內部信稱，此次變更為外部股東間的交易，庫洛將仍保持獨立運作、自主經營，類似騰訊控股拳頭遊戲、Supercell的模式。

## 争议事件
2023年3月22日，庫洛遊戲的遊戲社區“庫街區”因被举报涉嫌抄袭米哈遊的用户协议而引發爭議，隨後公司發表聲明向大眾致歉。同時，庫洛遊戲也承諾將以更加嚴謹的態度對待知識產權保護和商業道德，繼續為玩家提供優秀的產品和服務。2025年2月11日，庫洛遊戲對拖欠遊戲人物手辦產品代工廠貨款、手辦產品刷單等不實資訊進行澄清與闢謠，並對傳謠行為展開不限於刑事控告、民事訴訟等的法律手段。

## 文化產品

### 遊戲
- 《戰場雙馬尾》（2016年9月上線，已停服）
- 《戰雙帕彌什》（2019年12月公測）[3]
- 《鳴潮》（2024年5月公測）[15]
- 《NAMI》

### 漫畫
- 《戰雙帕彌什》漫畫[16]

### 動畫
- 《戰雙帕尼尼》[3][17][18]

### 手辦
- 《戰雙帕彌什》相關商品[19][20][21]

## 外部連結
- 庫洛遊戲官網 （页面存档备份，存于）